# Варіолі
Варіолі (рос. вариоли, англ. varioles, нім. Variolen) — плагіоклазо-авгітові сферолітові мінеральні утворення, що зустрічаються у базальтах на поверхні вивітрювання. Крупність — від просяного зерна до горошини. Виступають в афанітових базальтах (варіолітах) у вигляді віспин, які мають радіально-волокнисту або тонко-гілчасту будову. Вважають, що варіолі — продукт сферолітової кристалізації гомогенного розплаву. Термін вживається тільки для основних гірських порід.